# 森特鎮區 (印第安納州尤寧縣)
森特鎮區（英語：Center Township）是位於美國印第安納州尤寧縣的一個行政鎮區。

## 地方資料
根據2010年美國人口普查的數據，森特鎮區的面積為72.50平方千米，當中陸地面積為72.30平方千米，而水域面積為0.20平方千米。當地共有人口3048人，而人口密度為每平方千米42.04人。

## 外部連結
- Indiana Township Association （页面存档备份，存于）
- United Township Association of Indiana （页面存档备份，存于）